# Барон Кенилуэрт
Барон Кенилуэрт из Кенилуэрта в графстве Уорикшир — наследственный титул в системе Пэрства Соединённого королевства. Он был создан 10 июня 1937 года для автомобильного магната сэра Джона Сиддли (1866—1953), Его внук, Джон Теннант Дэвенпорт Сиддли, 3-й барон Кенилуэрт (1924—1981), был дизайнером интерьеров и основателем компании John Siddeley International Ltd. 
По состоянию на 2024 год носителем титула являлся сын последнего, Джон Рэндл Сиддли, 4-й барон Кенилуэрт (род. 1954), который стал преемником своего отца в 1981 году.
Первый барон Кенилуэрт в 1937 году купил замок Кенилуэрт, который в настоящее время находится на попечении государственной комиссии «Английское наследие».

## Бароны Кенилуэрт (1937)
- 1937—1953: Джон Дэвенпорт Сиддли, 1-й барон Кенилуэрт (5 августа 1866 — 3 ноября 1953), старший сын Уильяма Сиддли (1837—1911) и Элизабет Дэвенпорт[1];
- 1953—1971: Сирил Дэвенпорт Сиддли, 2-й барон Кенилуэрт (27 августа 1894 — 11 августа 1971), старший сын предыдущего и Сары Мэйбл Гудиер (1864—1953)[2];
- 1971—1981: Джон Теннант Дэвенпорт Сиддли, 3-й барон Кенилуэрт (24 января 1924 — 26 декабря 1981), единственный сын предыдущего и Марджори Теннант Ферт (ум. 1977)[3];
- 1981 — настоящее время: Джон Рэндл Сиддли, 4-й барон Кенилуэрт (род. 16 июня 1954), единственный сын предыдущего и Жаклин Полетты Гелпи[4];
  - Наследник титула: достопочтенный Уильям Рэндл Сиддли (род. 24 января 1992), старший сын предыдущего и Кики Аксфорд[5].